# Chen Yang
Chen Yang, född den 15 februari 1997, är en kinesisk landhockeyspelare.

## Karriär
Chen Yang ingick i det kinesiska lag som spelade landhockey vid OS 2020 och som tog silver i landhockey vid OS 2024.